# سیدکلا (جویبار)
سیدکلا، روستایی است از توابع بخش مرکزی شهرستان جویبار در استان مازندران ایران. این روستا در فاصلهٔ ۳ کیلومتری شهرستان جویبار قرار دارد. امامزاده حسن رضا (ع) و پل تاریخی آزان از جاذبه‌های مذهبی و تاریخی این روستا می‌باشد.

## جمعیت
این روستا در دهستان حسن‌رضا قرار داشته و براساس سرشماری مرکز آمار ایران که در سال ۱۳۸۵ صورت گرفته، جمعیت آن ۳۱۱نفر (۸۳خانوار) بوده‌است.